# Atsuji Miyahara
Atsuji Miyahara (japonès: 宮原厚次)  (prefectura de Kagoshima, 20 de desembre de 1958) és un lluitador japonès, ja retirat, especialista en lluita grecoromana, que va competir durant les dècades de 1970 i 1980.
El 1984 va prendre part en els Jocs Olímpics d'Estiu de Los Angeles, on guanyà la medalla d'or en la prova del pes mosca del programa de lluita grecoromana. Quatre anys més tard, als Jocs de Seül, guanyà la medalla de plata en la mateixa prova.
En el seu palmarès també destaquen dues medalles al Campionat del Món de lluita, de plata el 1981 i de bronze entre les edicions de 1986, i una medalla d'or als Jocs Asiàtics de 1986.